# Szőke, Baranya
Szőke este un sat în districtul Pécs, județul Baranya, Ungaria, având o populație de 140 de locuitori (2011). 

## Demografie
Componența etnică a satului Szőke
     Maghiari (88,89%)
     Romi (11,11%)
Componența confesională a satului Szőke
     Romano-catolici (10,71%)
     Fără religie (2,86%)
     Necunoscută (86,43%)
Conform recensământului din 2011, satul Szőke avea 140 de locuitori. Nu există o etnie majoritară, locuitorii fiind maghiari (88,89%) și romi (11,11%).  Din punct de vedere confesional, majoritatea locuitorilor (87,14%) erau , existând și minorități de romano-catolici (10,71%) și persoane fără religie (2,86%). Pentru 86,43% din locuitori nu este cunoscută apartenența confesională.